# Нода (Івате)

40°6′36″ пн. ш. 141°49′5″ сх. д. / 40.11000° пн. ш. 141.81806° сх. д.
Но́да (яп. 野田村, のだむら, МФА: [noda muɾa]) — село в Японії, в повіті Кунохе префектури Івате. Станом на 1 жовтня 2007 площа містечка становила 80,84 км². Станом на 1 вересня 2008 населення містечка становило 4791 осіб.